# Рыбников, Николай Николаевич
Никола́й Никола́евич Ры́бников (13 декабря 1930, Борисоглебск, Центрально-Чернозёмная область — 22 октября 1990, Москва) — советский киноактёр; народный артист РСФСР (1981).

## Биография
Родился 13 декабря 1930 года в Борисоглебске. Отец — Николай Николаевич Рыбников (1903—1944), слесарь; мать — Клавдия Александровна, домохозяйка. После ухода в 1942 году мужа добровольцем на фронт мать с двумя сыновьями — Николаем и Вячеславом — из Борисоглебска перебралась к своей сестре, проживавшей в Сталинграде, куда вскоре тоже пришла война и откуда также пришлось эвакуироваться. В 1944 году отец, пройдя почти трёхлетний путь по дорогам войны, погиб; следом за ним умерла и мать.
После войны Николай с братом вернулись в Сталинград. Здесь же он окончил учёбу в школе. В годы юности пробовал себя на поприще актёра во вспомогательном составе Сталинградского драматического театра. Позже поступил в Сталинградский медицинский институт, но 1948 году решил стать артистом: поехал в Москву и поступил во ВГИК (мастерская Сергея Герасимова и Тамары Макаровой); окончил вуз в 1953 году.

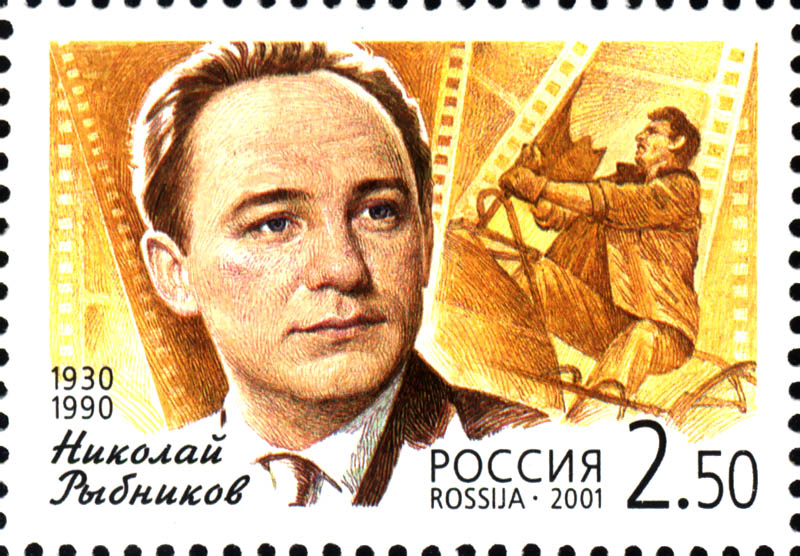
Николай Рыбников на почтовой марке России, 2001 год

Дебютом в кино стала эпизодическая роль в фильме «Сельский врач» (1951). Впервые снялся со своей будущей женой Аллой Ларионовой в киноленте «Команда с нашей улицы» (1953).
С 1953 года — актёр Театра-студии киноактёра.
В 1955 году сыграл главную роль механизатора Фёдора Соловейкова в фильме Михаила Швейцера «Чужая родня». Слава пришла к артисту после исполнения главной роли Саши Савченко в фильме «Весна на Заречной улице» (1956; реж.: Феликс Миронер и Марлен Хуциев). В 1956 году фильм стал лидером проката (30,1 млн зрителей). 
В 1961 году согласился сняться в комедии режиссёра Юрия Чулюкина «Девчата», исполнив в фильме роль лесоруба Ильи Ковригина. В 1962 году фильм имел колоссальный зрительский успех (в СССР его посмотрели почти 35 млн зрителей).
В 1960—1970-е годы Рыбникова много снимали, на его счету значатся такие фильмы как «Им покоряется небо» (1963), «Разбудите Мухина!» (1967), «Война и мир» (1967), «Освобождение» (1968), «Седьмое небо» (1971) и другие.
В конце 1970—1980-х годах приглашали сниматься всё реже, в основном в эпизодических ролях. Наиболее запоминающиеся работы в фильмах Рыбникова в этот период — «Семья Ивановых» (1975), «Вторая попытка Виктора Крохина» (1977), «Выйти замуж за капитана» (1985; по результатам зрительского опроса журнала «Советский экран» в 1986 году, актёра признали лучшим исполнителем эпизодической роли) и другие.
В 1990-м году актёром была сыграна последняя его роль в фильме режиссёра Дмитрия Астрахана «Изыди!».

#### Увлечения
Увлекался шахматами, дружил со многими гроссмейстерами. Любил спорт, болел за ЦСКА.

Итак, за что я люблю ЦСКА? За всё, что присуще этому клубу, за всё, чем отличаются армейские спортсмены. А если вы не знаете, чем, присмотритесь внимательней к хоккеистам ЦСКА.
— Еженедельник «Футбол-хоккей», № 19 от 14 мая 1968

#### Семья
Жена (с 1957) — Алла Ларионова (1931—2000), актриса; народная артистка РСФСР (1990).
Старшая дочь — Алёна (род. 1957), режиссёр телевизионного монтажа (биологическая дочь актёра Ивана Переверзева, с которым у Аллы Ларионовой были отношения до брака с Рыбниковым).
Младшая дочь — Арина (1961—2004), работала в издательской сфере.

#### Смерть
Скончался 22 октября 1990 года от сердечного приступа на 60-м году жизни в Москве. Похоронен на Троекуровском кладбище (участок № 2).

## Фильмография
| Год  |     | Название                                        | Роль                                                               |
| ---- | --- | ----------------------------------------------- | ------------------------------------------------------------------ |
| 1951 | ф   | Сельский врач                                   | гость на свадьбе (нет в титрах)                                    |
| 1953 | ф   | Команда с нашей улицы                           | Дроздов                                                            |
| 1953 | ф   | Таинственная находка                            | член экипажа траулера «Славный»                                    |
| 1954 | ф   | Запасной игрок                                  | вратарь Петров, ужаленный пчелой                                   |
| 1954 | ф   | Тревожная молодость                             | Григоренко                                                         |
| 1955 | ф   | Чужая родня                                     | Фёдор Соловейков                                                   |
| 1956 | ф   | Дорога правды                                   | директор завода Кореньков (эпизод)                                 |
| 1956 | ф   | Весна на Заречной улице                         | Саша Савченко                                                      |
| 1957 | ф   | Высота                                          | Николай Пасечник                                                   |
| 1957 | ф   | Девушка без адреса                              | строитель Паша Гусаров                                             |
| 1957 | ф   | Рядом с нами                                    | Чумов                                                              |
| 1958 | ф   | Кочубей                                         | Кочубей                                                            |
| 1958 | ф   | Ведьма                                          | почтальон                                                          |
| 1959 | ф   | Млечный путь                                    | Глеб Иванович, учитель                                             |
| 1960 | ф   | Нормандия — Неман                               | капитан Тарасенко                                                  |
| 1960 | ф   | Трижды воскресший                               | комиссар Шмелёв (нет в титрах)                                     |
| 1961 | ф   | Две жизни                                       | Семён Востриков                                                    |
| 1961 | ф   | Девчата                                         | Илья Ковригин                                                      |
| 1963 | ф   | Им покоряется небо                              | Алексей Колчин, лётчик-испытатель                                  |
| 1964 | ф   | Хоккеисты                                       | Лашков                                                             |
| 1966 | ф   | Дядюшкин сон                                    | Павел Александрович Мозгляков                                      |
| 1967 | ф   | Разбудите Мухина!                               | Бенкендорф, Тит Валерий, инквизитор                                |
| 1967 | ф   | Война и мир                                     | Денисов                                                            |
| 1968 | ф   | Длинный день Кольки Павлюкова                   | Василий Красильников                                               |
| 1968 | ф   | Направление — Берлин / Kierunek Berlin (Польша) | капитан Всеволод Иванович Поляк                                    |
| 1968 | ф   | Освобождение                                    | генерал-майор Михаил Панов                                         |
| 1968 | кор | Люди, как реки                                  | Григорий                                                           |
| 1969 | ф   | Старый знакомый                                 | Сергей Сергеевич Анохин, доктор физико-математических наук         |
| 1971 | ф   | Седьмое небо                                    | Иван Сергеевич Мазаев, шахтопроходчик                              |
| 1972 | ф   | Круг                                            | Виктор Степанович Васильцев                                        |
| 1972 | ф   | Мраморный дом                                   | Мамочко                                                            |
| 1974 | ф   | Потому что люблю                                | Роман Игнатьевич Белый, полковник                                  |
| 1975 | ф   | Семья Ивановых                                  | Иван Иванович Иванов, сталевар                                     |
| 1975 | ф   | Степные раскаты                                 | Студнев                                                            |
| 1976 | ф   | Развлечение для старичков                       | Непейвода, аккордеонист                                            |
| 1977 | ф   | Вторая попытка Виктора Крохина                  | Фёдор Иванович, отчим Виктора                                      |
| 1977 | ф   | Есть идея!                                      | князь Потёмкин                                                     |
| 1978 | ф   | Уходя — уходи                                   | Семён Семёнович Дявитин, главный бухгалтер                         |
| 1979 | ф   | Вторая весна                                    | военком Фёдор Фролов                                               |
| 1979 | ф   | Последняя охота                                 | Имя персонажа не указано                                           |
| 1979 | тф  | Бабушки надвое сказали…                         | инспектор ГАИ                                                      |
| 1981 | ф   | Верное средство                                 | Яков Иванович                                                      |
| 1981 | тф  | Будь здоров, дорогой                            | Николай Фёдорович Ерофеев                                          |
| 1981 | ф   | Я — Хортица                                     | генерал Филимонов                                                  |
| 1982 | тф  | Без году неделя                                 | Иван Алексеевич Мищенко, заместитель начальника речного управления |
| 1982 | тф  | Преступник и адвокаты                           | тренер                                                             |
| 1985 | ф   | Выйти замуж за капитана                         | сосед-пенсионер Кондратий Петрович                                 |
| 1987 | ф   | Ночной экипаж                                   | Никитин, таксист                                                   |
| 1988 | ф   | Запретная зона                                  | Александр Степанович Иванцов                                       |
| 1988 | мтф | Молодой человек из хорошей семьи                | Гордей                                                             |
| 1989 | ф   | Частный детектив, или Операция «Кооперация»     | кандидат на выборах                                                |
| 1990 | ф   | Изыди!                                          | трактирщик Никифор                                                 |

## Награды и звания
- Заслуженный артист РСФСР (1964)[2]
- Приз газеты «Социалистическая индустрия» на II ВКФ фильмов о труде и рабочем классе в Горьком (1972) — за участие в фильме «Седьмое небо» (1971)[3]
- Народный артист РСФСР (1981)[2][11]
- По результатам зрительского опроса журнала «Советский экран» (1986), признан лучшим исполнителем эпизодической роли в фильме «Выйти замуж за капитана» (1985)[2]

## Память
Творчеству и памяти актёра посвящены документальные фильмы и телепередачи
- 1996 — «Николай Рыбников. „Чтобы помнили“» («ОРТ»)
- 2002 — «Пёстрая лента. Николай Рыбников и Алла Ларионова. Тридцать лет и три года» («Первый канал»)
- 2004 — «Николай Рыбников. „Мой серебряный шар“» («Россия»)[12]
- 2005 — «Николай Рыбников. „Острова“» («Культура»)[13]
- 2006 — «Алла Ларионова. „Алла на шее“» («Первый канал»)[14]
- 2007 — «Николай Рыбников. „Легенды мирового кино“» («Культура»)[15]
- 2009 — «Николай Рыбников. „Зима на Заречной улице“» («ТВ Центр»)[16]
- 2010 — «Николай Рыбников. „Парень с Заречной улицы“» («Первый канал»)[17][18]
- 2012 — «Николай Рыбников и Алла Ларионова. „Больше, чем любовь“» («Культура»)[19]
- 2012 — «Николай Рыбников. „Невероятные истории любви“» («СТБ»)
- 2016 — «Николай Рыбников. „Последний день“» («Звезда»)[20]
- 2018 — «Николай Рыбников. „Раскрывая тайны звёзд“» («Москва 24»)[21]
- 2020 — «Николай Рыбников и Алла Ларионова. „Звёзды советского экрана“» («Москва 24»)[22]
- 2020 — «Николай Рыбников. „Легенды кино“» («Звезда»)[23]
- 2021 — «Николай Рыбников. „Слепая любовь“» («ТВ Центр»)[24]

Воспоминания
- Полухина Л. С. Алла Ларионова и Николай Рыбников / Л. С. Полухина. — М.: Алгоритм, 2003. — 240 с. — 3000 экз. — ISBN 5-9265-0107-5.
- Полухина Л. С. Алла Ларионова и Николай Рыбников. Любовь на Заречной улице / Л. С. Полухина. — М.: Алгоритм, 2017. — 240 с. — (Знаменитые пары СССР). — 1500 экз. — ISBN 978-5-906947-70-3.
- Полухина Л. С. Николай Рыбников. Одна любовь / Л. С. Полухина. — Родина, 2021. — 240 с. — (Культурный слой). — 3000 экз. — ISBN 978-5-00180-021-7.

Другое
- 2013 — Памятник в Запорожье[25].
- 2017 — Памятник в Борисоглебске, около кинотеатра «Победа»[26].